# کویچی ناکازاتو
کویچی ناکازاتو (انگلیسی: Koichi Nakazato؛ زادهٔ ۳۱ اوت ۱۹۷۳) بازیکن فوتبال اهل ژاپن است.
از باشگاه‌هایی که در آن بازی کرده‌است می‌توان به باشگاه فوتبال اوراوا رد دیاموندز اشاره کرد.